# 念贤
念贤（？—540年12月14日至541年1月12日之间），字盖卢，代人，金城郡枹罕县（今甘肃省临夏县）人，北魏、西魏官员。

## 生平
念贤的父亲念求就以大家族子弟的身份戍守武川镇，因此在武川镇安家。念贤容貌姿容俊美，广泛涉猎经书和史书。儿童时期，念贤在学堂中读书，有个善于看相的人经过学堂，学生们都争相前去拜访这个人，只有念贤不去。念贤笑着对同学们说：“男儿的生死富贵在于上天，何必争着去看相呢。”年少时父亲去世，念贤为父亲守丧以孝顺著称。正光末年，贺拔度拔与宇文肱商议，与三个儿子率领州中豪杰舆珍、念贤、乙弗库根、尉迟真檀等人，招集义勇，偷袭杀死了卫可孤。念贤以击败卫可孤的功劳，出任别将。很快念贤招抚慰问云州的高车和鲜卑部落，都让他们降服。后来念贤又投靠杜洛周，念贤又和妹夫侯渊背弃杜洛周归附尔朱荣。念贤出任假节、平东将军，封屯留县伯，食邑五百户。建义初年，念贤出任大都督，镇守井陉，加抚军将军、黎阳郡太守。尔朱荣攻入洛阳，念贤出任车骑将军、右光禄大夫、太仆卿，兼任尚书右仆射、东道行台，进爵平恩县公，增加食邑五百户。建明元年（530年）十二月，尔朱兆命令高欢统帅六镇降兵，高欢领兵前往太行山以东，双方在襄垣郡闹翻。尔朱兆的心腹念贤带领降户人家分别组成营伍，高欢假装和念贤亲近，借口观看念贤的佩刀，顺势杀掉了念贤的几个随从，念贤其余的侍从吓得赶快逃走。高欢统帅的降兵都十分喜悦，更加希望跟从高欢。普泰初年，念贤出任使持节、瀛州诸军事、骠骑将军、瀛州刺史。永熙年间，念贤出任第一领民酋长，加散骑常侍，代理南兖州刺史，很快进号骠骑大将军，入朝出任殿中尚书，永熙二年六月丁丑（533年7月27日），念贤加仪同三司。魏孝武帝想要讨伐高欢时，任命念贤为中军北面大都督，进爵安定郡公，食邑一千户，加侍中、开府仪同三司。大统元年（535年），宇文泰封安定郡公，念贤改封金城郡公。大统元年七月甲戌（535年9月12日），念贤出任太尉，外任秦州刺史。大统元年十二月，念贤又加太傅，给后部鼓吹。大统三年（537年），念贤转任太师、都督河涼瓜鄯渭洮沙七州诸军事、大将军、河州刺史，很久后回朝兼任录尚书事。念贤后来和广陵王元欣、扶风王元孚等人同时担任正直侍中。当时西魏的皇帝行宫刚刚建成，还没有命名，西魏文帝元宝炬命令身边的侍从人员每人都为宫殿题名，应对的不止一人，没人能让西魏文帝称心如意。念贤于是题名为“圆极”，西魏文帝笑着说：“这个名字正与朕的心意相符。”宫殿即命名为圆极。大统四年（538年），西魏和东魏展开河桥之战，当时西魏军以独孤信和李远为右军，赵贵、怡峰为左军，作战后都失利了，两路军队的将领又不知道西魏文帝和宇文泰所在，都抛弃士兵先行返回。李虎、念贤等人率领西魏军的后军，遇到独孤信等人退回，也和独孤信一起返回，念贤从此名誉大为减损。大统五年（539年），念贤出任都督秦渭原泾四州诸军事、秦州刺史。大统六年（540年）十一月，念贤去世，谥号昭定。
念贤对于西魏的公卿大臣都是他们的父辈，宇文泰以下的人都拜见尊敬念贤。

## 其他
西魏大统十六年（550年）之前，十二大将军之外，有念贤和王思政也是大将军，但是念贤在陇右地区做刺史，王思政镇守黄河以南，都没有统领府兵。

## 家庭

### 兄弟姐妹
- 念氏，嫁北魏骠骑大将军、仪同三司、青州刺史、渔阳郡公侯渊

### 子女
- 念华，北周開府儀同三司、合州刺史、金城郡公，赐姓乙弗氏，娶鲁阳郡君拓跋氏[13]
- 念氏，嫁隋朝仪同三司、温州刺史、乌水县公元俭

## 延伸阅读
[在维基数据编辑]
 《周書·卷14》，出自令狐德棻《周書》
 《北史·卷049》，出自李延壽《北史》